# Шерот
Шерот (фр. Chéraute) насеље је и општина у југозападној Француској у региону Аквитанија, у департману Атлантски Пиринеји која припада префектури Олорон Сен Мари.
По подацима из 2011. године у општини је живело 1106 становника, а густина насељености је износила 31,37 становника/km². Општина се простире на површини од 35,26 km². Налази се на средњој надморској висини од 209 метара (максималној 558 m, а минималној 127 m).

## Демографија
| 1962. | 1968. | 1975. | 1982. | 1990. | 1999. | 2011. |
| ----- | ----- | ----- | ----- | ----- | ----- | ----- |
| 1.054 | 1.047 | 1.191 | 1.173 | 1.193 | 1.104 | 1.106 |

График промене броја становника у току последњих година